# David Hurley
Pour les articles homonymes, voir Hurley.
David Hurley, né le 26 août 1953 à Wollongong (Nouvelle-Galles du Sud), est un général et homme d'État australien. Gouverneur de Nouvelle-Galles du Sud du 2 octobre 2014 au 1er mai 2019, il est gouverneur général d'Australie du 1er juillet 2019 au 1er juillet 2024.

## Biographie

### Jeunesse et études
David John Hurley est le fils de Norma et James Hurley. Son père est métallurgiste dans l'Illawarra et sa mère travaille dans une épicerie. David Hurley grandit à Port Kembla et fréquente le lycée de la ville, où il obtient son diplôme d'études supérieures en 1971. Il obtient ensuite un baccalauréat ès arts et un diplôme d'études supérieures en études de défense au collège militaire royal de Duntroon.

### Famille

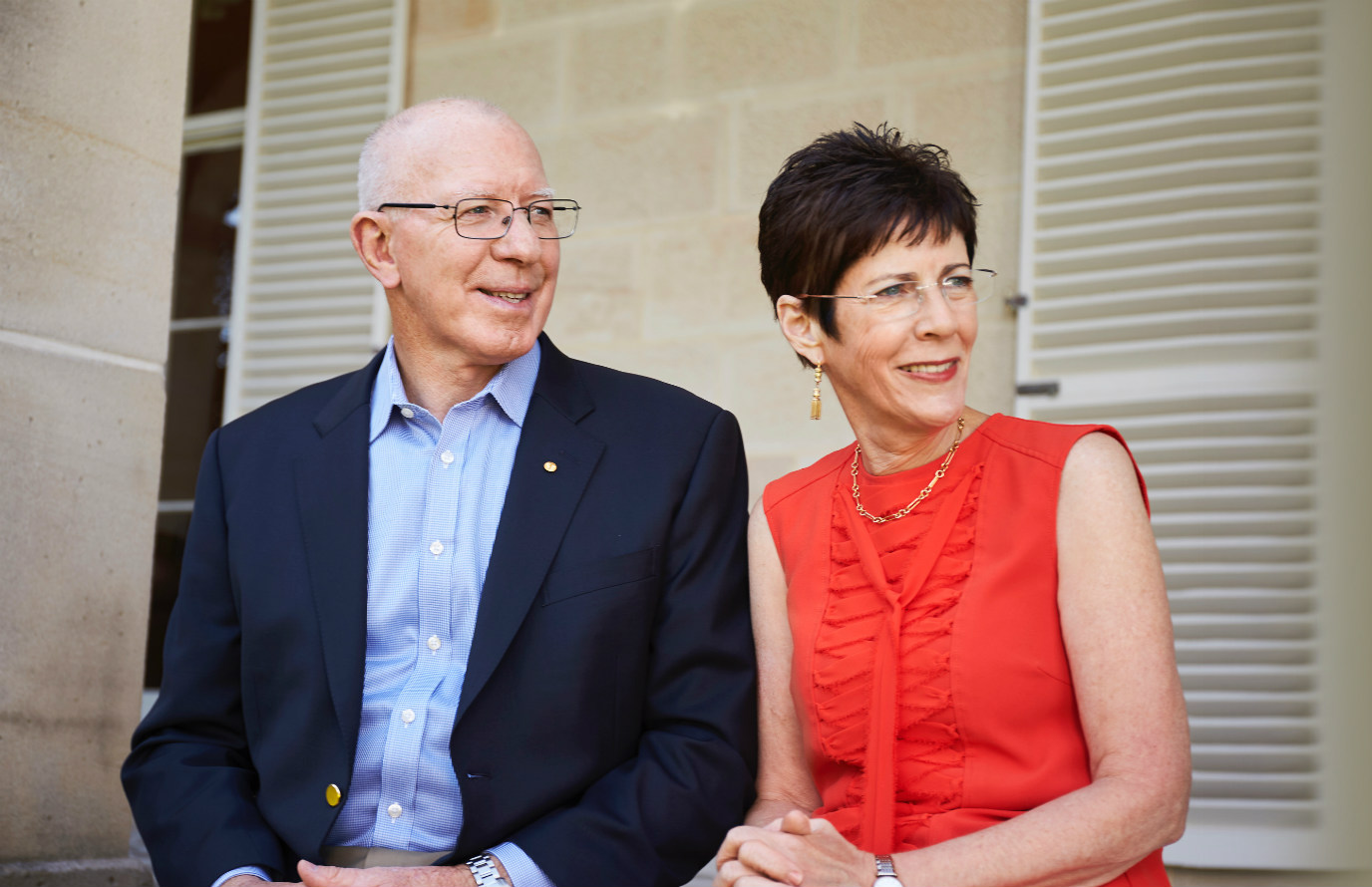
David et Linda Hurley.

David Hurley est marié à Linda (née McMartin) et a trois enfants.

### Officier militaire
David Hurley exerce la fonction de commandant en chef des Forces armées du 4 juillet 2011 au 30 juin 2014, concluant une carrière militaire longue de 42 ans. Il est notamment déployé durant l'opération Solace en Somalie en 1993, avant de devenir commandant de la Première brigade de l'Armée australienne de 1999 à 2000. Il est Chief Capability Development Group de 2003 à 2007, puis Chief of Joint Operations jusqu'en 2008. Il est vice-commandant en chef des Forces armées du 4 juillet 2008 au 3 juillet 2011.

### Gouverneur de Nouvelle-Galles du Sud
Le 5 juin 2014, le Premier ministre de Nouvelle-Galles du Sud, Mike Baird, annonce qu'il compte proposer la nomination de David Hurley au poste de gouverneur de l'État, représentant de la reine Élisabeth II. David Hurley entre en fonction le 1er octobre suivant.

### Gouverneur général d'Australie
Le 16 décembre 2018, le Premier ministre d'Australie, Scott Morrison, fait savoir qu'il proposera à la reine le nom de David Hurley pour succéder à Sir Peter Cosgrove en tant que gouverneur général d'Australie. Il prête serment le 1er juillet 2019, devenant la 27e personne à exercer cette fonction. Sam Mostyn lui succède en 2024.